# 金星冰川
71°38′S 68°15′W / 71.633°S 68.250°W
金星冰川（英語：Venus Glacier）是南極洲的冰川，位於亞歷山大一世島東岸，長18公里、寬11公里，最終注入喬治六世海峽，在1935年11月23日由美國探險家發現。